# Ligustrum amurense
Ligustrum amurense är en syrenväxtart som beskrevs av Élie Abel Carrière. Ligustrum amurense ingår i släktet ligustrar, och familjen syrenväxter. Inga underarter finns listade i Catalogue of Life.

## Bildgalleri

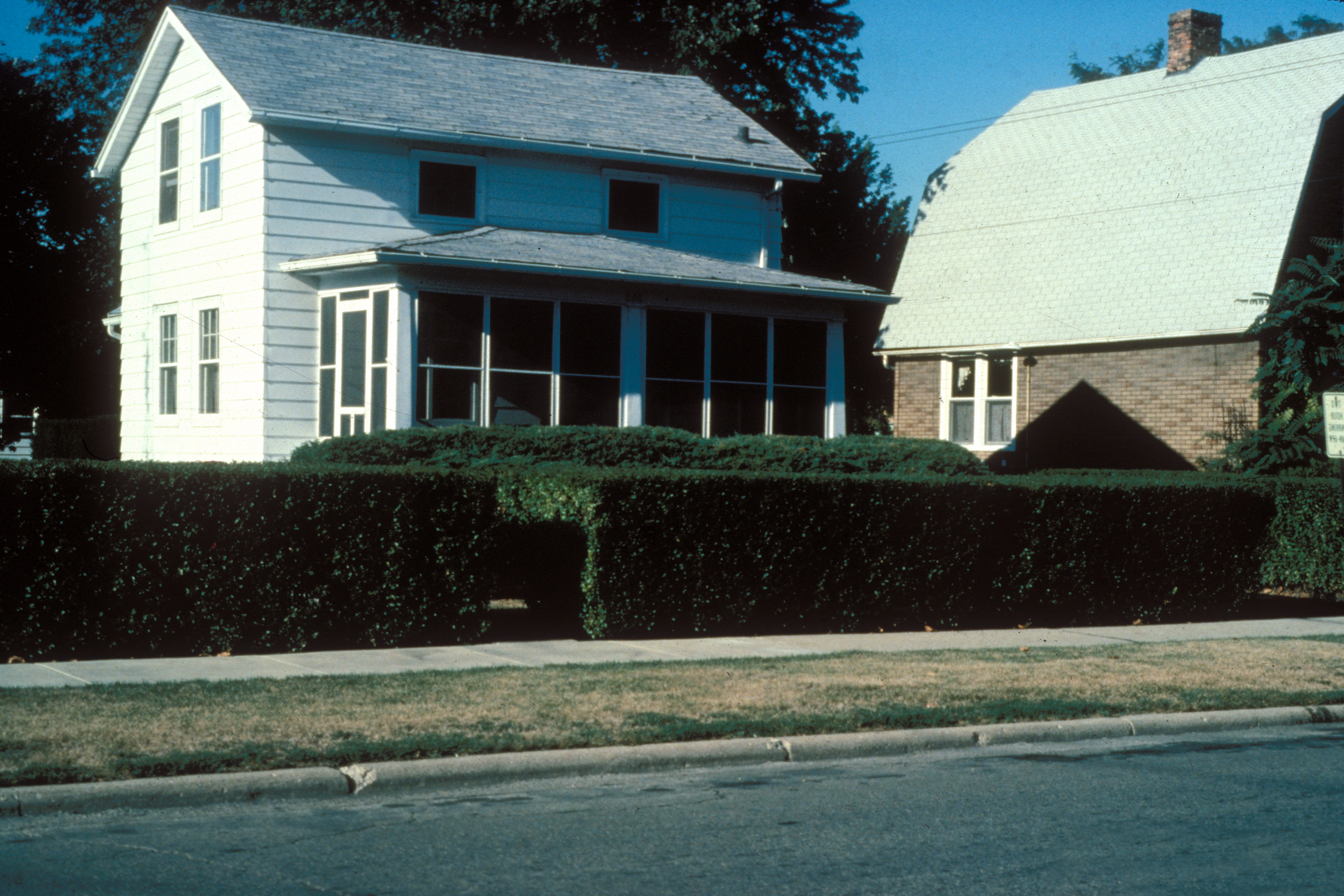